# Skrípino
Skrípino (en rus: Скрипино) és un poble de l'óblast de Vladímir, a Rússia, segons el cens del 2010 tenia 178 habitants. Pertany al districte municipal de Mélenki.